# Bactrocera qionganus
Bactrocera qionganus är en tvåvingeart som först beskrevs av Chao och Lin 1996.  Bactrocera qionganus ingår i släktet Bactrocera och familjen borrflugor. Inga underarter finns listade.